# JLT Mobile Computers
JLT Mobile Computers är ett svenskt företag som utvecklar och säljer stryktåliga datorer för användning i tuffa miljöer som till exempel hamnar, lagerverksamhet, jord- och skogsbruk eller tillverkningsindustrin.Företagets huvudkontor ligger i Växjö. Bolaget agerar på den internationella marknaden och datorerna säljs över hela världen. Företagets aktier handlas på aktielistan First North. 

## Historik
JLT Mobile Computers grundades 1994 och utvecklade inledningsvis datorer för skogsindustrin. 1999 öppnades ett försäljningskontor i Arizona, USA och JLT etablerade snabbt en stark position på marknaden genom en affär med Leica Geosystems. Samma år lanserades tredje generationen fordonsmonterade pekskärmsdatorer.   
Företaget börsnoterades 2002 genom ett omvänt förvärv av IT-grossisten Gandalf Data, vars aktier var noterade på Stockholmsbörsens O-lista. Gandalfs gamla verksamhet såldes samtidigt genom ett management buyout och bedrivs vidare under eget namn. Sedan 2006 handlas JLT-aktien på Nasdaq First North. JLT har haft en stark tillväxt och har genom åren listas på ett flertal topplistor, bland annat Deloitte Technology 500, Red Herring 100 och Inc. 500s lista över de snabbast växande företagen i USA: List of Fastest Growing Privately-Held Companies in America.   
År 2014 firade företaget 20 år vilket uppmärksammades i samband med leveransen av den 90 000:e datorn som kom med ett specialavtal med 20 års service inkluderat.  

## Verksamhet
Bolaget utvecklar och säljer fordonsmonterade datorer som är mycket tåliga mot yttre påfrestningar så som fukt, damm, vibrationer m.m. och därför kan användas med stor tillförlitlighet i krävande miljöer. Förutom skogsindustrin finns kunder bland annat inom försvarsindustrin, polis, räddningstjänst, hamnar och bland logistikföretag.
JLT agerar globalt med huvudkontor i Växjö och säljkontor i Stockholm och USA (Arizona) som kompletteras av ett internationellt nätverk av återförsäljare som tillhandahåller helhetslösningar och lokal support runt om i världen.